# Taxi Blues
Taxi Blues (russisk: Такси-блюз) er en sovjetisk-fransk spillefilm fra 1990 af Pavel Lungin.

## Medvirkende
- Pjotr Mamonov som Lyosha
- Pjotr Zajtjenko som Shlykov
- Vladimir Kasjpur
- Natalja Koljakanova som Kristina
- Hal Singer